# 和智龍一
和智 龍一（わち りょういち、1916年9月17日 - 1982年1月25日）は、日本の弁護士。

## 略歴
（出典）
九州弁護士会連合会理事長を務めた弁護士和智昻の長男として、福岡市因幡町（現在の中央区天神）に生まれる。1934年福岡県中学修猷館、1936年旧制福岡高等学校文科乙類を経て、1941年東京帝国大学法学部法律学科を卒業。
東大卒業後、日本窒素肥料（現・チッソ）本社調査部に勤務するが、1941年末に応召し中国、南方、ビルマを転戦して、1947年に復員する。
1950年弁護士登録し、その後、福岡県弁護士会会長、同常議員会議長、九州弁護士会連合会理事長、日本弁護士連合会副会長などを歴任したほか、福岡県教育委員、福岡家庭裁判所調停委員、福岡大学教授なども務めた。民事訴訟を主に担当し、水俣病裁判においてチッソの主任弁護人を務めた。
愛児の水死事故を機縁として、「がんの子供を守る会」九州支部の初代支部長となり、小児がんの潜在患者の発見、集中治療センターづくりに奔走し、これが福岡市立こども病院誕生の糸口となる。
父・昻と共同の法律事務所を持ち、親子2代生粋の弁護士として知られた。